# Lavoisiera chamaepitys
Lavoisiera chamaepitys är en tvåhjärtbladig växtart som beskrevs av Charles Victor Naudin. Lavoisiera chamaepitys ingår i släktet Lavoisiera och familjen Melastomataceae. Inga underarter finns listade i Catalogue of Life.